# El curandero (película)
El curandero (título original en polaco: Znachor) es una película polaca de 2023 dirigida por Michał Gazda. Es una adaptación de la novela Znachor de Tadeusz Dołęga-Mostowicz con Leszek Lichota en el papel principal. Esta es la tercera adaptación cinematográfica de la novela de Dołęga-Mostowicz; las anteriores fueron creadas en 1937 y 1981.
La película fue producida por Netflix. Se estrenó el 27 de septiembre de 2023 en Neflix y del 20 al 25 de septiembre de 2023 en proyecciones previas al estreno en Toruń, Krasnystaw, Wałbrzych, Kalisz, Lidzbark Warmiński y Stargard en Polonia.

## Sinopsis
El curandero es un relato que tiene lugar durante el período de entreguerras sobre el respetado profesor cirujano Rafal Wilczur, que se encuentra en la cima de su exitosa carrera médica cuando su esposa lo abandona inesperadamente, llevándose consigo a su amada hija Marysia. Abandonado por su esposa, es víctima de un atraco y como consecuencia de las heridas en la cabeza pierde la memoria. Tras el atraco se le da por muerto, pero reaparece 15 años después en el campo, sin ser consciente de su identidad y con una pérdida total de la memoria. Sin embargo, incluso después de años de amnesia, el profesor Wilczur tiene algunos recuerdos intermitentes de su hija y puede ejercer su profesión. Cuando se cruza con su hija una vez más, recuerda su amor por ella.

## Reparto
- Leszek Lichota
- María Kowalska
- Ignacy Liss
- Anna Szymanczyk
- Izabela Kuna
- Mikołaj Grabowski
- Mirosław Haniszewski
- Artur Barciś
- Małgorzata Mikołajczak
- Jarosław Gruda
- Henryk Niebudek
- Adam Nawojczyk